# Mistrzostwa Nordyckie w Zapasach 1970
Mistrzostwa odbyły się 18 kwietnia 1970 roku w szwedzkim mieście Sundsvall.

## Tabela medalowa
Gospodarz zawodów został zaznaczony kolorem.
| Poz. | Państwo   |    |    |    | Łącznie |
| ---- | --------- | -- | -- | -- | ------- |
| 1    | Szwecja   | 5  | 4  | 0  | 9       |
| 2    | Finlandia | 4  | 5  | 2  | 11      |
| 3    | Norwegia  | 1  | 1  | 4  | 6       |
| 4    | Dania     | 0  | 0  | 4  | 4       |
|      | Łącznie   | 10 | 10 | 10 | 30      |

## Wyniki

### Styl klasyczny
| Konkurencja            | Złoto           | Srebro           | Brąz                |
| Kategoria do 48 kg     | Rolf Andersson  | Raimo Hirvonen   | Henning Holte       |
| Kategoria do 52 kg     | Per Lindholm    | Erkki Pakkanen   | Alex Børger         |
| Kategoria do 57 kg     | Risto Björlin   | Johnny Spjut     | Oevind Solskjaer    |
| Kategoria do 63 kg     | Martti Laakso   | Lars Borg        | Poul E.Henriksen    |
| Kategoria do 68 kg     | Kauno Maeaettae | Raimo Myllaeri   | Tage Weirum         |
| Kategoria do 74 kg     | Jan Karlsson    | Arto Savolainen  | Roger Skauen        |
| Kategoria do 82 kg     | Matti Laakso    | Leif Andersson   | Svein Jonassen      |
| Kategoria do 90 kg     | Håkon Øverby    | Roland Andersson | Teuvo Sillitaeae    |
| Kategoria do 100 kg    | Per Svensson    | Aimo Mäenpää     | Einar Gundersen     |
| Kategoria ponad 100 kg | Arne Robertsson | Ragnvald Tangen  | Hannu Haemaelaeinen |